# رایان اوچوآ
رایان اوچوآ (انگلیسی: Ryan Ochoa؛ زادهٔ ۱۷ مهٔ ۱۹۹۶) یک هنرپیشه، و صدا پیشه اهل ایالات متحده آمریکا است. وی از سال ۲۰۰۵ میلادی تاکنون مشغول فعالیت بوده‌است.
از فیلم‌ها یا برنامه‌های تلویزیونی که وی در آن نقش داشته است می‌توان به سرود کریسمس اشاره کرد.